# Distretto di Hartberg-Fürstenfeld
Hartberg-Fürstenfeld è un distretto amministrativo dello stato di Stiria, in Austria. Il distretto è stato formato il 1º gennaio 2013 dalla fusione dei precedenti distretti di Hartberg e Fürstenfeld.

## Geografia antropica
Il distretto è suddiviso in 36 comuni, di cui 3 con status di città e 9 con diritto di mercato.

### Città
- Friedberg
- Fürstenfeld
- Hartberg

### Comuni mercato
- Bad Waltersdorf
- Burgau
- Grafendorf bei Hartberg
- Ilz
- Kaindorf
- Neudau
- Pinggau
- Pöllau
- Vorau

### Comuni
- Bad Blumau
- Bad Loipersdorf
- Buch-Sankt Magdalena
- Dechantskirchen
- Ebersdorf
- Feistritztal
- Greinbach
- Großsteinbach
- Großwilfersdorf
- Hartberg Umgebung
- Hartl
- Lafnitz
- Ottendorf an der Rittschein
- Pöllauberg
- Rohr bei Hartberg
- Rohrbach an der Lafnitz
- Sankt Jakob im Walde
- Sankt Johann in der Haide
- Sankt Lorenzen am Wechsel
- Schäffern
- Söchau
- Stubenberg
- Waldbach-Mönichwald
- Wenigzell